# Apache Cordova
Apache Cordova — фреймворк для створення мобільних застосунків, що продовжує розвиток платформи PhoneGap, після передачі проєкту компанією Adobe в руки фонду Apache. Одночасно компанія Adobe представляє заснований на єдиній кодовій базі з Apache Cordova продукт PhoneGap, функціонально ідентичний до "Apache Cordova".
У руки "Adobe" проєкт потрапив восени 2011 після поглинання компанії Nitobi, після чого було прийнято рішення розвивати проєкт у максимально відкритому вигляді з залученням додаткових учасників.  Для реалізації даного плану, майже відразу після поглинання Nitobi код PhoneGap був переданий фонду Apache, який прийняв проєкт під свою опіку під ім'ям Apache Cordova. Розрахунок Adobe виявився правильним і до розробки PhoneGap приєдналося кілька відомих компаній, серед яких IBM, Sony, Google, Microsoft, Blackberry і HP.
Apache Cordova дозволяє створювати універсальні мобільні застосунки, що працюють на різних мобільних платформах, з використанням стандартних вебтехнологій (HTML5, CSS3 і JavaScript). Використання Apache Cordova дозволяє створювати застосунки, що функціонують на широкому спектрі мобільних платформ, включаючи Tizen, webOS, Android, Apple iOS, Blackberry, Samsung Bada і Windows Phone.
Процес установки і зовнішній вигляд таких застосунків нічим не відрізняється від програм, створених з використанням рідного для кожної мобільної платформи інструментарію. Через спеціальний прошарок підтримується використання специфічних для кожної платформи функцій, а також доступ до API для взаємодії з обладнанням, телефонним стеком, адресною книгою, GPS, звуковою підсистемою, камерою і іншими компонентами мобільних платформ. Через створення плагінів підтримується додавання додаткової функціональності і розширення API.
Технології програмного каркаса Apache Cordova використовує Ubuntu SDK.

## Виноски
1. ↑  PhoneGap License. Архів оригіналу за 17 червня 2011. Процитовано 24 липня 2013.
2. ↑  Архівована копія. Архів оригіналу за 28 вересня 2012. Процитовано 24 липня 2013.{{cite web}}:  Обслуговування CS1: Сторінки з текстом «archived copy» як значення параметру title (посилання)
3. ↑  Вышли платформонезависимые мобильные фреймворки Apache Cordova 3.0 и PhoneGap 3.0 [Архівовано 26 липня 2013 у Wayback Machine.] // opennet.ru 23.07.2013
4. ↑  Adobe поглотил открытый проєкт PhoneGap и намерен передать его фонду Apache. Архів оригіналу за 10 вересня 2013. Процитовано 27 липня 2013.
5. ↑  Вторая альфа-версия ответвлений Ubuntu 13.10 и бета-версия Ubuntu SDK [Архівовано 31 липня 2013 у Wayback Machine.] // opennet.ru 26.07.2013